# BMW X5 (E70)
BMW X5 E70 — второе поколение немецкого кроссовера X5. Автомобиль был представлен в августе 2006 года на автосалоне в Париже. Продажи стартовали в ноябре 2006 года в Северной Америке и в начале 2007 года в Европе, закончились в конце 2013 года. Как и предшественник E53, второе поколение собиралось на заводе в США.
Автомобиль оборудовался всевозможными электронными системами. В базовое оснащение машины входило:
- Система полного привода xDrive с переменным крутящим моментом
- Система динамического контроля устойчивости DSC
- Антиблокировочная система ABS
- Система дифференциального торможения ADB-X
- Система автоматического контроля устойчивости ASC-X
- Система контроля устойчивости при прохождении поворотов CBC
- Система динамического контроля за торможением DBC
- Система ограничения скорости спуска HDC
- 6 подушек безопасности

## Безопасность
| Общий рейтинг:             | 4 из 5 звёзд · 4 из 5 звёзд · 4 из 5 звёзд · 4 из 5 звёзд · 4 из 5 звёзд |
| Удар спереди по водителю:  | 3 из 5 звёзд · 3 из 5 звёзд · 3 из 5 звёзд · 3 из 5 звёзд · 3 из 5 звёзд |
| Удар спереди по пассажиру: | 3 из 5 звёзд · 3 из 5 звёзд · 3 из 5 звёзд · 3 из 5 звёзд · 3 из 5 звёзд |
| Удар сбоку по водителю:    | 5 из 5 звёзд · 5 из 5 звёзд · 5 из 5 звёзд · 5 из 5 звёзд · 5 из 5 звёзд |
| Удар сбоку по пассажиру:   | 5 из 5 звёзд · 5 из 5 звёзд · 5 из 5 звёзд · 5 из 5 звёзд · 5 из 5 звёзд |
| Удар по боковым стойкам:   | 5 из 5 звёзд · 5 из 5 звёзд · 5 из 5 звёзд · 5 из 5 звёзд · 5 из 5 звёзд |
| Опрокидывание:             | / 17,4 %                                                                 |

## Рестайлинг
В 2010 году модель была подвергнута рестайлингу. Изменения коснулись передней и задней светотехники, переднего бампера и крыльев. Атмосферные моторы — 3 л. (3.0i) и 4,8 л (4.8i) заменили на турбированные аналоги — 3 л. (3.5i) и 4,4 л. (5.0i). Изменению не подвергся лишь мотор от "заряженной" версии M 4,4 л (M). 6-ступенчатая коробка передач была заменена на 8-ступенчатую.
Дизельные моторы поменяли мощность — 30d — 245 л.с., 40d — 306 л.с.
| Модель                                                      | 3.0si          | 4.4i           | 4.4i (M)                               | 4.8i           | 3.0d           | 3.0sd          |
| ----------------------------------------------------------- | -------------- | -------------- | -------------------------------------- | -------------- | -------------- | -------------- |
| Объём, см³                                                  | 2996           | 4395           | 4395                                   | 4799           | 2993           | 2993           |
| Расположение цилиндров                                      | Р6             | V8             | V8                                     | V8             | Р6             | Р6             |
| Максимальная мощность кВт (л. с.) при об./мин               | 200 (272)/6650 | 298 (407)/5500 | 408 (555)/6000                         | 261 (355)/6300 | 173 (235)/4000 | 210 (286)/4400 |
| Максимальный крутящий момент Н·м при об./мин                | 315/2750       | 600/1750-4500  | 680/1500-5650                          | 475/3400-3800  | 520/2000-2750  | 580/1750-2250  |
| Максимальная скорость, км/ч                                 | 225            | 240            | 250 (275 с пакетом M Driver's Package) | 240            | 210            | 235            |
| Разгон 0-100 км/ч, сек                                      | 8,1            | 5,5            | 4,7                                    | 6,5            | 8,3            | 7,0            |
| Расход топлива, л/100 км в городе за городом смешанный цикл | 13,7 8,2 10,2  | 17,5 9,6 12,5  | 19,3 10,8 13,9                         | 16,9 9,2 12,0  | 11,3 7,2 8,7   | 10,3 7,0 8,2   |
| Выброс CO2, г/км                                            | 244            | 292            | 325                                    | 286            | 214            | 216            |